# 3-nitrofenolo
Il 3-nitrofenolo (o m-nitrofenolo) è un fenolo.
A temperatura ambiente si presenta come un solido incolore o giallognolo dall'odore di fenolo. È un composto nocivo, irritante.